# Тессі Антоні
Те́ссі Антоні (люксемб. Tessy Antony; 28 жовтня 1985, Люксембург) — колишня дружина Принца Люксембурзького Луї. З 2006 по 2017 носила титул Принцеси Люксембурзької і офіційно значилася як Тессі, Принцеса Люксембурзька (фр. Tessy, la princesse de Luxembourg, люксемб. Prinzessin Tessy vu Lëtzebuerg).

## Біографія
Тессі Антоні народилася 28 жовтня 1985 року в Люксембурзі в родині плиточника, але в даний час вона разом зі своєю сім'єю проживає в Лондоні (Англія, Велика Британія). У Тессі три брати і сестра — Майк (нар. 1978), Джеррі (нар. і пом. 1978, брат-близнюк Майка), Петті (нар. 1981) і Ронні (нар. 1985, брат-близнюк Тессі).
29 вересня 2006 року Тессі вийшла заміж за Луї Люксембурзького (нар. 1986). У подружжя народилося двоє синів — принц Габріель Мішель Луї Ронні де Нассау (нар. 2006) і принц Ноа Етьєнн Гійом Габріель Маттіас Ксав'є де Нассау (нар. 2007).
18 січня 2017 року Великогерцогський будинок Люксембургу оголосив про розлучення Принца Луї і Принцеси Тессі.

## Примітка
1. ↑  Pas L. v. Genealogics — 2003.
2. ↑  http://royalista.com/50703/princess-tessy-turns-29-today/
3. ↑  http://www.monarchie.lu/pictures/photos/famille/EN-BioPrincesseTessy-14.pdf
4. ↑  https://histoiresroyales.fr/princesse-tessy-de-luxembourg-perd-son-titre/
5. 1 2  Lundy D. R. The Peerage
6. ↑  http://www.monarchie.lu/fr/famille/prince-louis/index.html
7. ↑  Prince Louis of Luxembourg and wife Tessy welcome second son. Архів оригіналу за 13 грудня 2017. Процитовано 19 листопада 2017.
8. ↑  Communiqué de la Cour grand-ducale - Cour Grand-Ducale de Luxembourg - Janvier 2017 (фр.). www.monarchie.lu. Процитовано 20 січня 2017.